# Notoscopelus kroyeri
Notoscopelus kroyeri je vrsta riba iz porodice Myctophidae. Endemična je za sjeverni Atlantski ocean gdje živi u velikim dubinama. Dan provodi na velikim dubinama, a noć u blizini površine. Neke su znanstvenici ranije smatrali da je N. kroyeri podvrsta od Notoscopelus elongatus, ali postoje razlike: N. elongatus ima 25 ili manje škržnih lukova dok ih N. kroyeri ima 26 ili više.

## Opis
Notoscopelus kroyeri je riba u obliku torpeda koja naraste do maksimalne duljine od 143 mm. Leđna peraja ima 21 ili 22 meke zrake, analna peraja ima 18 do 20 mekih zraka, a prsna peraja 12 do 13. Kao i drugi pripadnici roda, ima mnogo malih fotofora na stranama i bokovima ribe, poredanih na način koji je karakterističan za ovu vrstu. Zreli mužjaci imaju žlijezdu koja se sastoji od osam ili devet svjetlosnih segmenata
, ali im nedostaju bioluminescentne mrlje na obrazu i iznad oka koji su karakteristični za neke članove roda.

## Rasprostranjenost
N. kroyeri je endemičan u sjevernom Atlantakom oceanu, a njegov raspon leži između 40° do 60° južne g.š. na zapadnoj strani i između 37° i 70° sjeverne g.š. na istočnoj strani. Danju se javlja na dubinama između oko 325 i 1.000 m ili više, a noću vrši vertikalnu migraciju i podiže se na dubinu između 0 i 125 m, s najvećom koncentracijom u najviših 40 m mora.

## Vanjske poveznice
|  | Zajednički poslužitelj ima još gradiva o temi Notoscopelus kroyeri |
|  | Wikivrste imaju podatke o taksonu Notoscopelus kroyeri             |